# أندرو بريمر (اقتصادي)
أندرو بريمر (بالإنجليزية: Andrew Brimmer)‏ هو اقتصادي أمريكي، ولد في 13 سبتمبر 1926 في نيولتون في الولايات المتحدة، وتوفي في 7 أكتوبر 2012 في مستشفى جامعة جورج واشنطن ‏ في الولايات المتحدة.

## وصلات خارجية
- أندرو بريمر على موقع الموسوعة البريطانية (الإنجليزية)
- أندرو بريمر على موقع إن إن دي بي (الإنجليزية)